# Liebigs minimilag
Liebigs minimilag (formulerad av Carl Sprengel 1828, gjord till allmän kännedom av Justus von Liebig 1855) är en lag inom lantbruksvetenskap och växtnäringslära som i korthet innebär att ett underskott av en tillväxtfaktor (ljus, Värme, näringsämnen etc.) ej kan kompenseras av ett överskott på en annan. Det växtnäringsämne som ligger längst ifrån tillfredsställande nivå kommer att avgöra plantans tillväxtbegränsning.
Lagen gäller emellertid inte obetingat. Växten han t. ex. spara på ett ämne som det är ont om och olika tillväxtfaktorer kan i viss mån ersätta varandra. På grund av detta har man satt upp en ny tillväxtlag: lagen om den avtagande avkastningen. Den säger att den första gödselgivan ger större skördeökning än den andra, den andra större än den tredje o. s. v.